# ولسوالی میربچه‌کوت
میربچۀکوت یکی از ولسوالی‌های پر جمعیت ولایت کابل در خاور افغانستان است  با جمعیتی نزدیک به ۴۶۶۵۶۳ نفر. مرکز این ولسوالی میربچۀکوت است. مردم این ولسوالی را تاجیک‌ها تشکیل می‌دهند. ولسوالی میربچه کوت از غرب با ولسوالی شکردره، از شمال با ولسوالی گلدره و کلکان و از شرق با ولسوالی ده‌سبز همسایه است. مرکز آن قریه میر‌بچه کوت است که در بخش مرکزی ولسوالی در ۲۵ کیلومتری شمال کابل موقعیت دارد. ده کو یا {دکو} یکی از مشهورترین و قدیمی ترین قریه ولسوالی میربچه کوت به حساب میرود.این ولسوالی در جریان جنگ تقریباً به طور کامل ویران شده بود و اکنون در حال روند بازسازی است. منبع اصلی درآمد در این ولسوالی کشاورزی است.

## منبع‌ها
1. ↑  «Wayback Machine» (PDF). web.archive.org. بایگانی‌شده از اصلی (PDF) در ۲۷ اكتبر ۲۰۰۵. دریافت‌شده در 2023-11-20. تاریخ وارد شده در |archive-date= را بررسی کنید (کمک)

- مشارکت‌کنندگان ویکی‌پدیا. «Kabul Province». در دانشنامهٔ ویکی‌پدیای انگلیسی، بازبینی‌شده در ۱۲ اسفند ۱۳۹۰ خورشیدی.